# Ambassade d'Algérie en Allemagne
L'ambassade d'Algérie en Allemagne est la représentation diplomatique de la République algérienne démocratique et populaire auprès de la république fédérale d'Allemagne. Elle est située à Berlin, la capitale du pays. Son ambassadeur est Larbi El Hadj Ali, depuis 2023.

## Ambassade
Le bâtiment de l'ambassade est situé aux 45/46 Görschstraße, dans le quartier berlinois de Pankow, dans l'arrondissement du même nom. Il existe également un consulat général d'Algérie à Francfort-sur-le-Main, organisé indépendamment de la section consulaire de l'ambassade

## Histoire
À la suite de la formation de la république socialiste d'Algérie, celle-ci a établi des relations diplomatiques avec les deux États allemands et a procédé à des échanges d'ambassadeurs.
L'établissement de relations diplomatiques avec la RDA est convenu en mai 1970. Le siège de l'ambassade était un bâtiment situé au 38 de la Dönhoffstraße à Berlin-Karlshorst. Il s'agissait de l'ancien laboratoire de l'association des fabricants allemands de ciment Portland, construit en 1901. Au milieu des années 1980, l'ambassade a transféré son siège au 23 Esplanade à Berlin-Pankow.
De 1965 à 1999, l'ambassade d'Algérie en Allemagne de l'Ouest se trouvait à Bonn aux 32/34 Rheinallee. 

## Bâtiment
Le bâtiment de la Görschstraße, acheté et rénové par l'ambassade après le transfert de la capitale de Bonn à Berlin, à proximité immédiate d'un complexe scolaire, est un monument historique. Le bâtiment est construit en 1914-1915 d'après les plans de l'architecte Carl Fenten et abritait le siège administratif du bureau principal des douanes impériales. Il s'agit d'une construction de trois étages de style néo-baroque. Au sous-sol et au rez-de-chaussée, la maison possède des murs en style bugnato. Le fronton central à trois axes est souligné par quatre demi-colonnes colossales. Le pignon qui le surmonte présente un relief avec un cartouche d'aigle entre les allégories du commerce et de l'industrie et constitue, avec la porte en fer forgé rénovée en 1988, l'ornement de la construction. Le foyer et la cage d'escalier ont été restaurés en 1999 d'après d'anciens modèles de couleurs. 

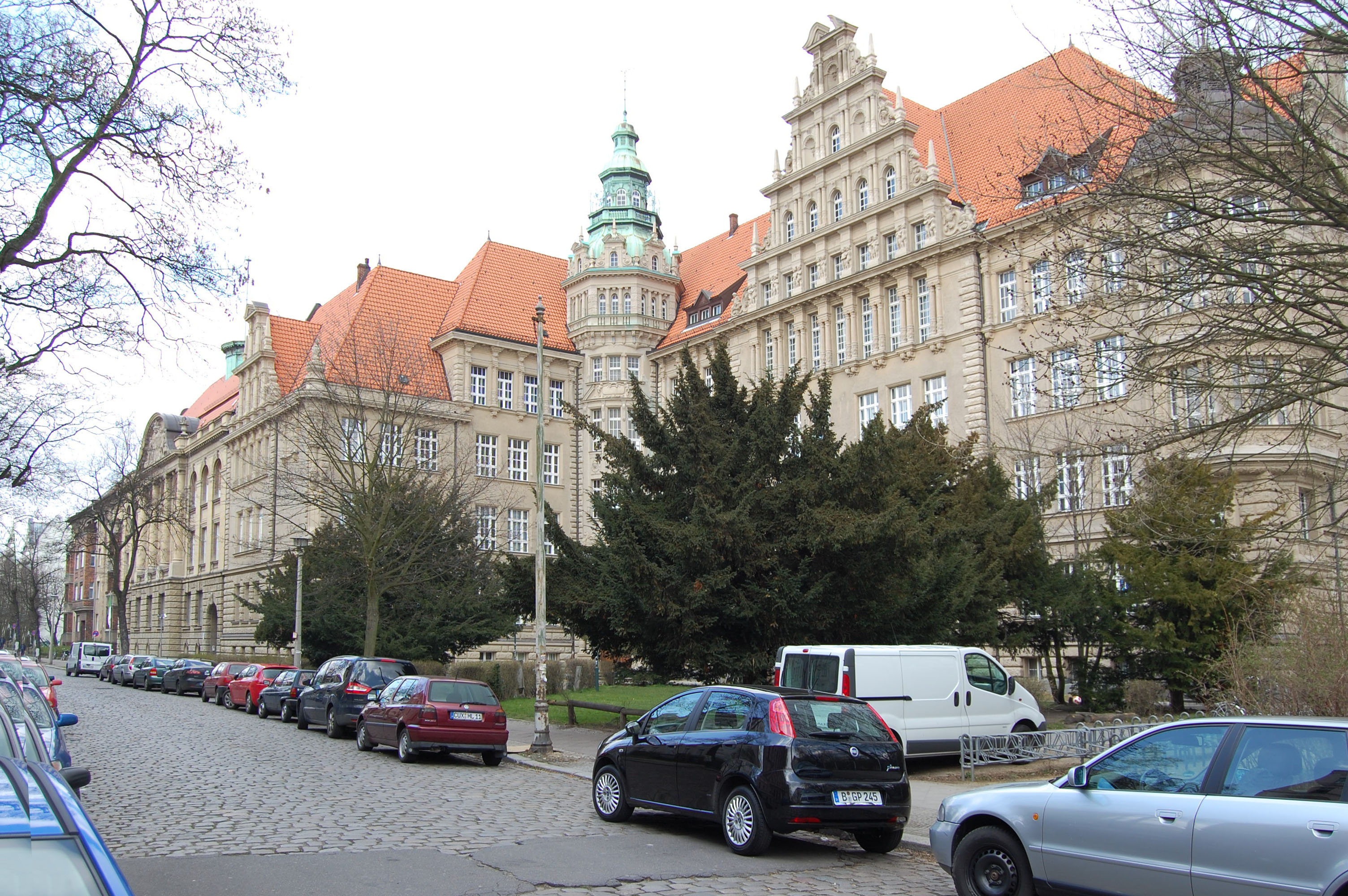
Bâtiment de l'ambassade
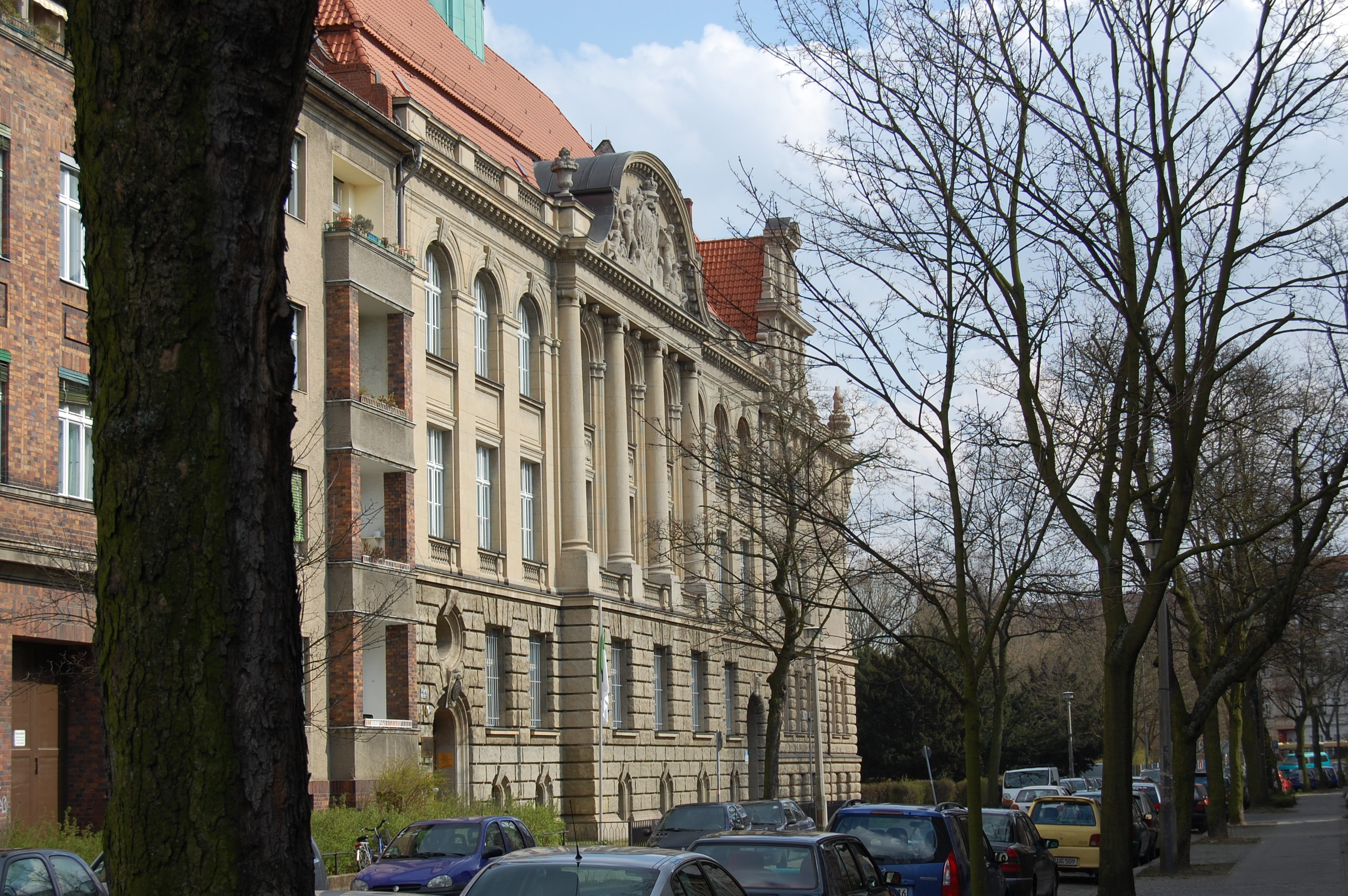
Bâtiment de l'ambassade
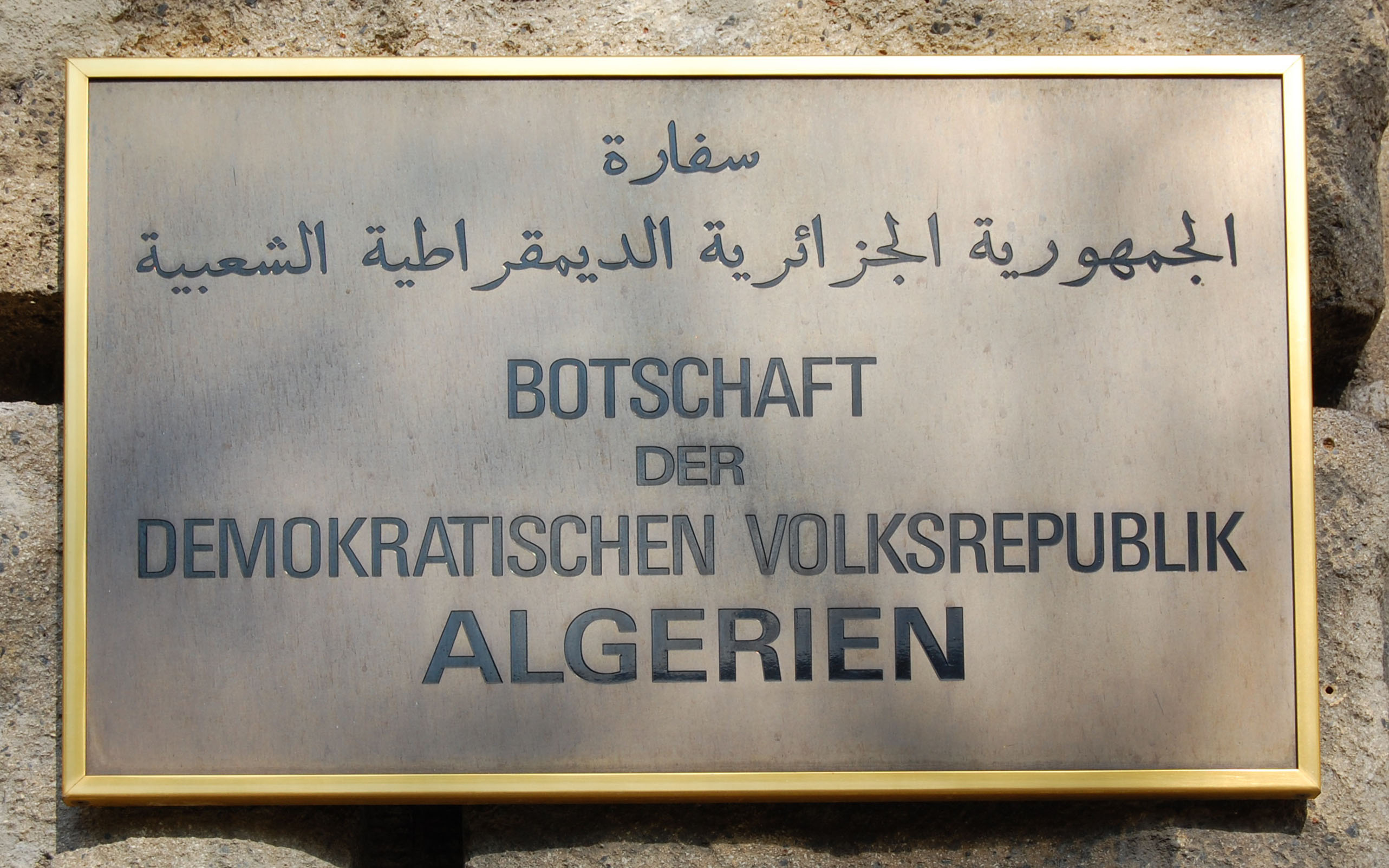
Plaque à l'ambassade

## Ambassadeurs d'Algérie en Allemagne
Larbi El Hadj Ali est l'ambassadeur en poste à Berlin depuis le 16 mai 2023.

## Consulats
Il existe un consulat général a Francfort-sur-le-Main.